# Балка Найденова
Балка Найденова (Григорова балка) — уникальное природное место, получившее статус памятника природы (1980 г.), расположенное в Кировском и Советском районах города Волгоград.

## Географическое положение
Григорова балка расположена в Советском районе юго-западнее ВолГУ, юго-западнее реки Волги (500 м) и 1,5 км посёлка Новостройка, города Волгоград.

## Описание
Григорова балка представляет собой уникальный ботанический объект с особыми условиями увлажнения, сформировавшими значительный лесной биоценоз. Большой массив байрачного леса расположен на восточном склоне Ергени. Занимаемая площадь составляет порядка 80 га.

## Флора
Из природных особенностей данной зоны является произрастание следующих видов дубняков, в зависимости от глубины балки: ландышевый, остепнённый и крапивного-папоротниковый. Из деревьев преобладают: дуб (старейшим экземплярам около 100 лет), ольха чёрная, клен татарский, боярышник сомнительный. В нижнем ярусе: папоротники (щитовник мужской), цистоптерис ломкий), крапива, хвощи.
В середине балки расположен наиболее густой массив леса, а нижнюю часть склонов заполнили остепненные и ландышевые дубники.
В 2019—2020 гг. учеными проводилось микологическое обследование данной местности, в ходе которого было выявлено, такие как — 32 вида грибов, относящихся к 25 родам, 17 семейства, 7 порядкам и 2 отделам. Преобладают подстилочные и гумусовые сапротрофы — 12 видов: 10 на валежной и сухостойной древесине, на живых деревьях — 4 вида.

## Родники
По дну всей Григоровской балки протекает ручей (протяжённость около 2 км), который образуется из множества родников, которые при выходе на поверхность стекают по глиняным пластам. В некоторых местах возникают заболоченные участки, которые зарастают осокой, болотницей и другими растениями. Три из числа родников обустроены.